# Poble Andorrà. Portaveu del Casal Andorrà de Barcelona
Poble Andorrà. Portaveu del Casal Andorrà de Barcelona fou una publicació periòdica andorrana d'actualitat. Va sortir al carrer com a successora de les publicacions Butlletí de la Societat Andorrana de Residents a Barcelona i La nova Andorra. De periodicitat mensual, es considerava la publicació portaveu del Casal d'Andorra a Barcelona. Aquest diari va tenir dues èpoques diferenciades. La primera des del març del 1934, fins a l'abril del 1936, amb un total de 26 números. El maig de 1936 canvia de format, i passa de 48x34 cm a 25x35 cm. Inicia també nova numeració, publicant un total de 19 números. La segona època tenia per subtítol: Periòdic del Casal Andorrà a Barcelona.
L'editor era el Casal d'Andorra a Barcelona. El director de la primera època fou Jacint Martisella, president de l'associació. Durant la segona època n'eren els directors Xavier i Ivo Fiter. Era un periòdic no venal, que únicament es distribuïa entre els socis del Casal Andorrà o de la Societat Andorrana de Residents a Barcelona. Els components de la redacció i col·laboradors eren Xavier FiterJacint Martisella, Amadeu Rossell, Ivo Fiter, Gil Torres, Agustí Riqué, Josep Alemany Borràs, J. Arnalot, E. Kucera, Font Palmerola i Manel Duran.